# 利亚米诺 (彼尔姆边疆区)
利亚米诺（羅馬化：Lyamino）是俄罗斯彼尔姆边疆区的市级镇，属边疆区辖市丘索沃伊市，地处彼尔姆边疆区东部，位于伏尔加河流域卡马河支流丘索瓦亚河畔，在丘索沃伊西侧、边疆区首府彼尔姆东北方。镇内设有同名铁路车站。
该地2022年人口有4,300人；2010年人口4,598；2002年人口5,127；1989年人口5,577。